# Kathy Sledge
Kathy Sledge (née le 6 janvier 1959, à Philadelphie, Pennsylvanie) est une chanteuse américaine. 

## Biographie
Elle est apparue dans plusieurs hits de Hot Dance Music/Club Play chart, notamment avec le titre Take Me Back To Love Again qui fut succès #1 en 1992.
Elle est également membre du groupe Sister Sledge avec beaucoup de titres pop, R&B and disco hits en compagnie de ses sœurs Debra, Joni and Kim.
Kathy Sledge revint dans les charts en 2001 en tant que vocaliste dans le projet musical King Britt's Sylk 130 avec le titre Rising.